# Grupo de Forcados Amadores de Monsaraz
O Grupo de Forcados Amadores de Monsaraz é um grupo de forcados da vila da Monsaraz, do município de Reguengos de Monsaraz, no Alto Alentejo. Os Amadores de Monsaraz têm como data de fundação 23 de Julho de 2004.

## História
O Grupo teve origem num grupo de amigos naturais da freguesia de Monsaraz, do município de Reguengos de Monsaraz. Foi no ano de 2004 que o Grupo fez a sua apresentação oficial.
A corrida inaugural decorreu na Freguesia de Monsaraz a 23 de Julho de 2004, em que os estreantes Amadores de Monsaraz, sob o comando do Cabo fundador Mário Gomes, alternaram com o Grupo de Forcados Amadores de Montemor que assim apadrinharam o novo Grupo.
David Rodrigues sucedeu a 8 de Março de 2008 ao Cabo fundador Mário Gomes. Despediu-se das arenas a 15 de Agosto de 2014 na corrida comemorativa dos 10 anos de existência do Grupo Forcados Amadores de Monsaraz. Passou o testemunho ao actual Cabo Ricardo Cardoso, 3.º Cabo do Grupo.

## Cabos
- Mário Gomes (2004–2008)
- David Rodrigues (2008–2014)
- Ricardo Cardoso (2014-Presente)